# معلقة زهير بن أبي سلمى
معلقة زهير بن أبي سلمى هي المعلقة الرابعة وأحد أشهر القصائد، تحتوي المعلقة على 62 بيتا. 

## زهير بن أبي سلمى
زهير بن أبي سلمى هو زهير بن أبي سلمى ربيعة بن رباح المزني ينتمي إلى قبيلة مزينة إحدى قبائل مضر، نشأ في بيئة كلها شعراء فقد كان أبوه شاعرا وخاله بشامة بن الغدير شاعراً، وهو أحد الأشراف واستفاد من حكمته وأدبه، وكانوا يرجعون إليه في معضل الأمور، فشب زهير متخلقاً ببعض صفاته. كما لزم زهير أوس بن حجر زوج أمه، وكان شاعر مضر في زمانه، وكانت أختاه شاعرتين، وكان ابناه كعب وبجير شاعرين. وتوفي زهير قبل البعثة النبوية، وتسمى قصائده بالحوليات، وسميت بهذا الاسم لأنه كان ينظمها في أربعة أشهر، ويهذبها في أربعة أشهر، ويعرضها على خواصه في أربعة أشهر، فلا يظهرها إلا بعد حَوْلٍ كامل ، فسُميت بالحوليات 

## المعلقة

### التعريف بالمعلقة
ومعلقته هي الثالثة ونظم معلقته لمدح مصلحين أصلحوا بين بني عبس وبني فزارة وذلك لرهان حدث بين أفراد من القبيلتين، وذكر في آخر معلقته ببعض حكمه.

### نص المعلقة
```
[
4
]
```